# 6496 Kazuko
6496 Kazuko (1992 UG2) là một tiểu hành tinh vành đai chính được phát hiện ngày 19 tháng 10 năm 1992 bởi K. Endate ở Kitami.